# Šenkovec
Šenkovec è un comune della Croazia di 2 770 abitanti della Regione del Međimurje.